# Sistrurus miliarius
Sistrurus miliarius là một loài rắn trong họ Rắn lục. Loài này được Linnaeus mô tả khoa học đầu tiên năm 1766.

## Hình ảnh

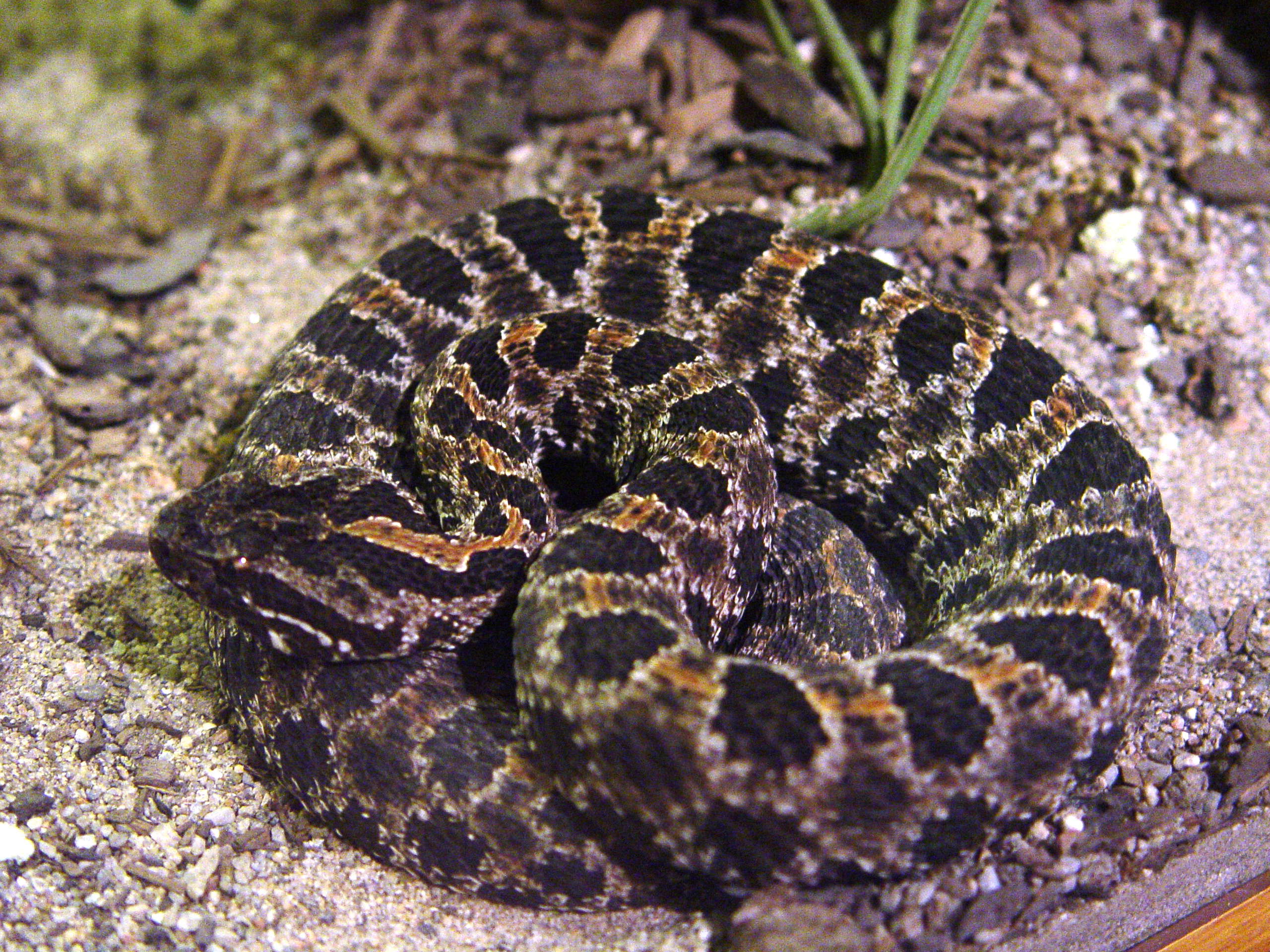
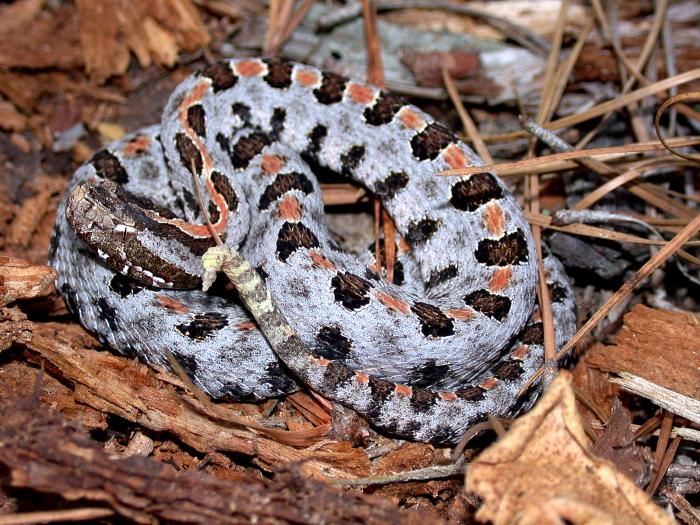
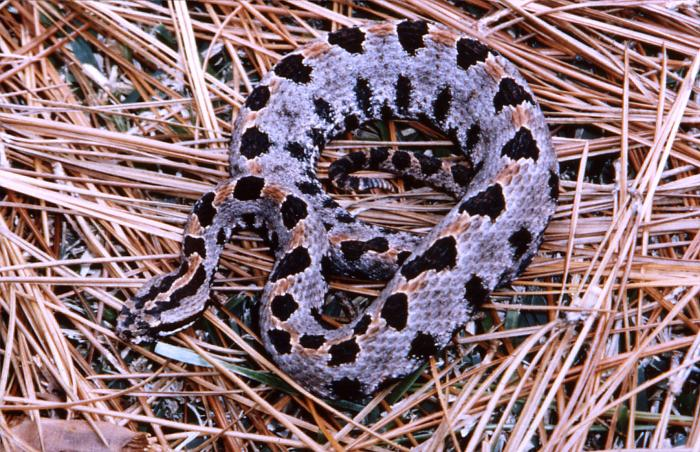
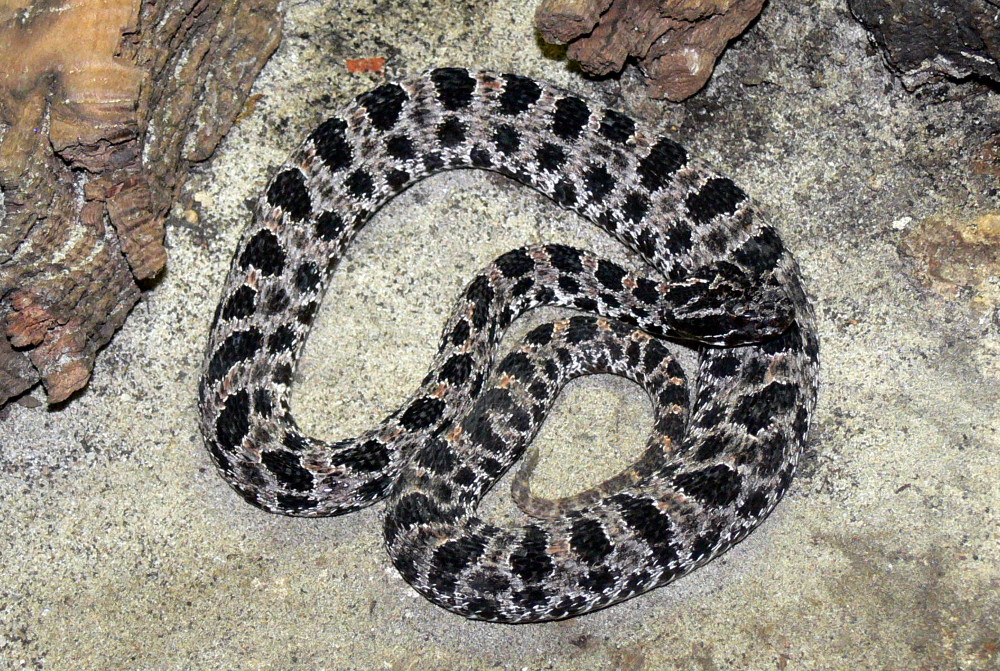